# Een lijk in de kast
Een lijk in de kast is het tweede deel van de Nederlandse detectiveserie Baantjer en De Waal die vanaf het begin werd verzorgd door Simon de Waal in samenwerking met Appie Baantjer.

## Samenvatting
De twee rechercheurs van deze detectiveserie zijn:
- Peter van Opperdoes. Na 25 jaar recherchewerk aan het bureau Warmoesstraat heeft hij overplaatsing gevraagd naar Politiebureau Raampoort aan de Marnixstraat. Hij woont aan de Brouwersgracht en is onlangs kinderloos weduwnaar geworden. Hij meent nog goed contact met zijn overleden vrouw te hebben.
- Jacob. Rechercheur van bureau Raampoort. Hij is getrouwd en heeft 2 kinderen. Het bureau Raampoort ziet onder andere toe op de Amsterdamse volkswijk De Jordaan.

## Verhaal
Omdat zijn collega Jacob nog geniet van 2 weken vakantie op de Veluwe, krijgt Peter persoonlijk het angstaanjagende verhaal te horen van Charlotte van Tiggelen. Ze had ter bezichtiging de sleutels gekregen van het pand aan de Tweede Goudsbloemdwarsstraat 302, 3e etage, 3 kamers en een douche. Daar aangekomen vond ze twee dode jongemannen. Op advies van moeder Annetje is ze regelrecht naar rechercheur Van Opperdoes gegaan. Peter en Charlotte nemen vervolgens samen een kijkje ter plekke en het pand is, afgezien van de morsige keuken, leeg.
Jacob komt de laatste 2 dagen van zijn inmiddels Amsterdamse vakantie Peter assisteren. Na onderzoek door de technische recherche en het uithoren van bewoners verplaatst het onderzoek zich naar de Jordanese makelaar Lousman. Laatstgenoemde stelt dat hij na de verhuizing van de vorige bewoner opa Romein al maanden bezig was de etage op te knappen. Volgens opa Romein was echter zoon Robert Lousman daarmee bezig. Terwijl ze het huis van Robert Lousman doorzoeken, dat al grondig overhoop is gehaald door derden, wordt het lijk van Robert Lousman gevonden op de Amsterdamse Brug. Schouwarts Cathelijne de Wind houdt het op een kogel in de schedel. Vergeefs wordt op de plaats delict gezocht naar een tweede lijk. Bij het Nederlands Forensisch Instituut wordt de kogel daadwerkelijk uit het hoofd gepeuterd maar tevens gepostuleerd dat de persoon ter plekke is vermoord.
Op café Prinseneiland bespreken de twee rechercheurs de laatste ontwikkelingen. Ze zitten nu met drie lijken. Eén gevonden, twee zoek. Terwijl Peter zijn overleden vrouw probeert telepathisch uit te horen, meldt politiekapitein Walter twee gevonden lijken in een afgesloten kast op de walkant in het Westelijk Havengebied. Schouwarts Cathelijne schrikt van de opengesneden buiken van deze twee bolletjesslikkers. Ze weet wel te melden dat het moordwapen deze keer van een groter kaliber was en dat deze twee al langer dood zijn dan Robert Lousman. Via Interpol wordt snel de identiteit van de twee dode Colombianen vastgesteld. Een van hen staat gelinkt aan de grote Amsterdamse drugsbaas Adriaan de Kooning.
Peter van Opperdoes neemt Jacob mee naar Schiphol, waar een marechaussee hem de aankomst op de luchthaven van de twee dode bolletjesslikkers laat zien met Robert Lousman als hun begeleider. Volgens de meekijkende marechaussee Bert steelt Robert de twee Colombianen. Ze worden meestal niet meer opgehaald maar gaan direct zelfstandig door naar een meegegeven adres. Na enig zoeken weet de technische recherche alsnog een adres uit de spijkerbroek van een dode bolletjesslikker veilig te stellen.
Het adres is een leegstaand schoolgebouw aan de Westerstraat. Het is het hoofdkwartier van Adriaan de Kooning die met zijn hele handel en manschappen door een arrestatieteam wordt gearresteerd. De twee rechercheurs nemen de klusjesman van makelaar Lousman mee, Frits van Houthem, die echter ook voor Adriaan de Kooning blijkt te werken. Die verklaart dat in een woedeaanval Robert de twee Colombianen had vermoord, waarna Frits Robert wel moest liquideren. Liever de gevangenis in dan de wraak van Adriaan de K. riskeren.
De twee rechercheurs houden een nabespreking op café Prinseneiland, koffie met warm appelgebak. De overleden vrouw van Peter verstoort het collegiale gesprek op haar welbekende wijze.